# Patricia Pineda
Pour les articles homonymes, voir Pineda.
Patricia Pineda Cornejo, née le 1er janvier 1992 à Jerez de la Frontera, est une coureuse de fond espagnole spécialisée en skyrunning. Elle est championne d'Europe de SkyRace 2021.

## Biographie
Peu sportive durant sa jeunesse, Patricia se met à la course à pied sur le tard, en 2015, pour trouver une occupation lui permettant de décompresser durant ses études. L'année suivante, elle découvre la discipline du skyrunning qu'elle apprécie et après quelques années à courir pour le plaisir, elle décide de s'investir plus sérieusement en compétition dès 2018.
Après quelques succès régionaux, elle s'illustre le 15 novembre 2020 sur le parcours de 34 kilomètres des Sierra Cazorla Trails qui accueille les championnats d'Andalousie de course en montagne. Réalisant une excellente course, elle parvient à devancer la favorite Gemma Arenas pour remporter le titre.
Le 11 juillet 2021, elle prend part à l'épreuve de SkyMarathon lors des championnats du monde de skyrunning à La Vall de Boí. Elle se retrouve dans le groupe de poursuivantes aux côtés de ses compatriotes Oihana Kortazar et Marta Molist, chassant la Française Blandine L'Hirondel. Mais alors que cette dernière abandonne, la Tchèque Marcela Vašínová en profite pour les doubler et filer vers le titre. Les Espagnoles continuent leur course groupée. Oihana et Marta terminent sur le podium tandis que Patricia doit se contenter de la médaille en chocolat. Le 25 septembre, elle défend avec succès son titre de championne d'Andalousie en s'imposant à la CxM Tajo Negro sans réelle concurrence. Le 20 novembre, elle prend le départ de la SkyRace des championnats d'Europe de skyrunning à Pisão. Menée dans un premier temps par l'Italienne Fabiola Conti, elle profite d'un ravitaillement pour passer en tête. Elle impose ensuite son rythme et creuse l'écart en tête. Elle s'impose avec vingt minutes d'avance sur l'Italienne et remporte le titre de championne d'Europe.
Le 24 avril 2022, elle s'élance sur la CAMOVI à Viveiro qui acueille les championnats d'Espagne de course en montagne. Dès le départ, Patricia prend les devants et domine la course de bout en bout. Núria Gil tente d'accélérer en fin de course pour la rattraper mais Patricia s'impose avec six minutes d'avance et remporte le titre. Le 11 septembre, elle s'élance sur le SkyMarathon des championnats du monde de skyrunning à Bognanco. Prenant un départ prudent, elle accélère progressivement durant la course pour rattraper et doubler ses adversaires. Tandis que la Roumaine Denisa Dragomir s'envole en tête après avoir doublé la Suédoise Lina El Kott victime de problèmes gastriques, Patricia Pineda parvient à récupérer la deuxième place. Ne parvenant pas à rattraper la Roumaine, elle assure sa place sur le podium et remporte la médaille d'argent.

## Palmarès
| no  | féminin           | Course                                                  | Longueur | Départ            | Temps           |
| --- | ----------------- | ------------------------------------------------------- | -------- | ----------------- | --------------- |
| 24e | 4e                | Championnats du monde de skyrunning - SkyMarathon       | 42 km    | 11 juillet 2021   | 5 h 3 min 56 s  |
| 19e | Médaille d'or     | Championnats d'Europe de skyrunning - SkyRace           | 35 km    | 20 novembre 2021  | 4 h 37 min 46 s |
| 24e | Médaille d'or     | Championnats d'Espagne de course en montagne            | 42 km    | 24 avril 2022     | 4 h 4 min 48 s  |
| 77e | 4e                | Zegama-Aizkorri                                         | 42,2 km  | 29 mai 2022       | 4 h 36 min 31 s |
| 11e | Médaille d'or     | Cortina Trail                                           | 48 km    | 24 juin 2022      | 4 h 59 min 17 s |
| 19e | Médaille d'or     | Kilomètre vertical Sierra Nevada                        | 4,8 km   | 3 juillet 2022    | 54 min 58 s     |
| 35e | Médaille d'argent | Championnats du monde de skyrunning - SkyMarathon       | 31 km    | 11 septembre 2022 | 3 h 33 min 47 s |
| 44e | Médaille d'or     | Calamorro Skyrace                                       | 27,5 km  | 5 avril 2025      | 3 h 1 min 51 s  |
| 39e | Médaille d'or     | SkyRace Gorges du Tarn                                  | 25 km    | 7 juin 2025       | 3 h 3 min 40 s  |
| 28e | 5e                | Championnats d'Europe de skyrunning - Ultra SkyMarathon | 42 km    | 5 juillet 2025    | 5 h 58 min 59 s |